# Nagyváty, Baranya
Nagyváty este un sat în districtul Szigetvár, județul Baranya, Ungaria, având o populație de 342 de locuitori (2011). 

## Demografie
Componența etnică a satului Nagyváty
     Maghiari (96,73%)
     Germani (1,19%)
     Necunoscut (1,19%)
     Romi (0,89%)
     Alții (1,19%)
Componența confesională a satului Nagyváty
     Romano-catolici (45,03%)
     Reformați (31,29%)
     Fără religie (4,97%)
     Necunoscută (18,71%)
Conform recensământului din 2011, satul Nagyváty avea 342 de locuitori. Din punct de vedere etnic, majoritatea locuitorilor (96,73%) erau maghiari, cu o minoritate de germani (1,19%). Apartenența etnică nu este cunoscută în cazul a 1,19% din locuitori. Nu există o religie majoritară, locuitorii fiind romano-catolici (45,03%), reformați (31,29%) și persoane fără religie (4,97%). Pentru 18,71% din locuitori nu este cunoscută apartenența confesională.